# Три гільзи від англійського карабіна
«Три гільзи від англійського карабіна» (рос. «Три гильзы от английского карабина») — український радянський пригодницький художній фільм 1983 року режисера Володимира Довганя. Виробництво кіностудії імені Олександра Довженка.
Фільм подає події з історії України з точки зору радянської пропаганди.

## Сюжет
Дія детективного фільму розгортається після закінчення Громадянської війни в Росії восени 1922 року. В Україні лютують банди ворогів Радянської влади. Банда керівництвом ватажка Волоха зробила черговий злочин — вбила сільську вчительку. Розслідування доручено співробітникам повітової міліції на чолі з Тихоном Глобою.

## У ролях
- Ярослав Гаврилюк — Тихон Глоба, начальник міліції
- Федір Шмаков — дядько Іван
- Віктор Мірошниченко — Лазебник
- Леонід Яновський — Соколов
- Євген Паперний — Вакулюк
- Микола Шутько — Волох, ватажок банди
- Валерій Шептекита — Мацюк
- Лариса Кадирова — Ярина
- Людмила Зверховська — епізод

## Творча група
- Сценарій: Борис Силаєв
- Режисер: Володимир Довгань
- Оператор: Вадим Іллєнко
- Композитор: В'ячеслав Назаров